# تروما، خشونت و سوء استفاده
تروما، خشونت و سوء استفاده (به انگلیسی: Trauma, Violence، & Abuse) یک ژورنال دانشگاهی معتبر است که تحقیقات مربوط به ترومای روانی، سوء استفاده و خشونت را پوشش می‌دهد. سردبیر این ژورنال جان آر کونته از (دانشگاه واشینگتن) است. این ژورنال در سال ۲۰۰۰ تأسیس شد و در حال حاضر توسط انتشارات سیج منتشر می‌شود.

## چکیده
آسیب، خشونت و سوء استفاده در مدلاین/ پاب‌مد، اسکوپوس و فهرست استنادی علوم اجتماعی مورد توجه قرار داده شده‌است. بر اساس گزارش استنادی مجله ، ضریب تأثیر آن در سال ۲۰۱۹ رده ۶٫۳۲۵ است و رده آن در بین مجله‌های «مددکاری اجتماعی» ۴۴ است، همچنین از بین ۴۷ مجله در رده «مطالعات خانواده»، رتبه ۱ را دارد. از ۶۹ مجله در بخش «جرم‌شناسی و پنیولوژی» رتبه ۲ را دارد.